# Lista över FN-förkortningar
Det här är en lista över förkortningar som används eller har använts i sammanhang runt Förenta nationerna.

## A
| Förkortning | Förkortning för:                                                               | Svenskt namn                                                                    |
| ----------- | ------------------------------------------------------------------------------ | ------------------------------------------------------------------------------- |
| ABLOS       | Advisory Board on the Law of the Sea                                           | FN:s rådgivande styrelse för havsrätt                                           |
| ACABQ       | Advisory Committee on Administrative and Budgetary Questions                   | FN:s rådgivande kommitté för administrativa och budgetära frågor                |
| ACASTD      | Advisory Committee on the Application of Science and Technology to Development | FN:s rådgivande kommitté för tillämpning av vetenskap och teknik för utveckling |
| ACC         | Administrative Committee on Coordination                                       | FN:s administrativa samordningskommitté                                         |
| ACC/SCN     | ACC Subcommittee on Nutrition                                                  | ACC:s underkommitté för näringstillförsel                                       |
| ACC/SOCA    | ACC Subcommittee on Oceans and Coastal Areas                                   | ACC:s underkommitté för hav och kustområden                                     |
| ACC/SSA     | ACC Subcommittee on Statistical Activities                                     | ACC:s underkommitté för statistisk verksamhet                                   |
| ACCAD       | WMO Advisory Committee on Climate Applications and Data                        |                                                                                 |
| ACFE        | FAO Advisory Committee on Forestry Education                                   | FAO:s rådgivande kommitté för utbildning i skogsvård                            |
| ACFR        | FAO Advisory Committee on Fishery Research                                     | FAO:s rådgivande kommitté för forskning inom fiske                              |
| ACIR        | ESCAP Advisory Council for Industrial Research                                 | ESCAP:s rådgivande styrelse för industriell forskning                           |
| ACMRR       | FAO Advisory Committee on Marine Resources Research                            | FAO:s rådgivande kommitté för forskning om marina resurser                      |
| ACOMR       | WMO Advisory Committee on Oceanic Meteorological Research                      | WMO:s rådgivande kommitté för forskning om meteorologi                          |
| ACW         | African Centre for Women                                                       | CSW:s afrikanska kvinnokommission                                               |
| ADB         | African Development Bank                                                       | Afrikanska utvecklingsbanken                                                    |
| ADB         | Asian Development Bank                                                         | Asiatiska utvecklingsbanken                                                     |
| AETF        | African Emergency Task Force                                                   | Specialistgruppen för krissituationer i Afrika                                  |
| AFICS       | Association of Former International Civil Servants                             | Föreningen för f.d. internationella statstjänstemän                             |
| AGFFA       | Advisory Group on Financial Flows to Africa                                    | Rådgivande gruppen för ekonomiskt stöd till Afrika                              |
| AGFUND      | Arab Gulf Programme for United Nations Development Organizations               | FN:s utvecklingsorganisationers program för Persiska viken                      |
| AGGG        | Advisory Group on Greenhouse Gases                                             | SEI:s rådgivande grupp för växthusgaser                                         |
| AMCD        | Audit and Management Consulting Division                                       | FN:s avdelning för revisions- och administrationsrådgivning                     |
| ASG         | Assistant Secretary-General                                                    | FN:s Biträdande generalsekreterare                                              |

## B
| Förkortning | Förkortning för:                                                                         | Svenskt namn                                                           |
| ----------- | ---------------------------------------------------------------------------------------- | ---------------------------------------------------------------------- |
| BCUN        | Business Council for the United Nations                                                  | FN:s affärsråd                                                         |
| BIOLAC      | United Nations University Programme for Biotechnology in Latin America and the Caribbean | FN-universitetets program för bioteknologi i Latinamerika och Karibien |
| BMVC        | Baghdad Monitoring Verification Centre                                                   | UNSCOM:s kontroll- och övervakningscenter i Bagdad                     |
| BONUCA      | United Nations Peace-Building Office in the Central African Republic                     | FN:s kontor för fredsskapande arbete i Centralafrikanska Republiken    |
| BRSP        | Bureau for Resources and Strategic Planning                                              | Kontoret för resurser och strategisk planering                         |

## C
| Förkortning | Förkortning för:                                                                                    | Svenskt namn                                                                                                |
| ----------- | --------------------------------------------------------------------------------------------------- | --- |
| CAS         | Commission on Atmospheric Sciences                                                                  | WMO:s kommission för atmosfärisk vetenskap                                                                  |
| CASA        | Coordinating Actions on Small Arms                                                                  | FN:s koordineringsprojekt för handeldvapen (Avdelningen för nedrustningsärenden)                            |
| CAT         | Committee Against Torture                                                                           | FN:s kommitté mot tortyr                                                                                    |
| CBD         | Convention on Biological Diversity                                                                  | Konventionen om biologisk mångfald                                                                          |
| CBFA        | WTO Committee on Budget, Finance and Administration                                                 | WTO:s kommitté för budget och finanser                                                                      |
| CCAQ        | Consultative Committee on Administrative Questions                                                  | FN:s rådgivande kommitté för administrativa frågor                                                          |
| CCAQ(FB)    | Consultative Committee on Administrative Questions (Financial and Budgetary Questions)              | FN:s rådgivande kommitté för administrativa frågor (finansiella och budgetära frågor)                       |
| CCAQ(PER)   | Consultative Committee on Administrative Questions (Personnel and General Administrative Questions) | FN:s rådgivande kommitté för administrativa frågor (personal- och allmänna administrativa frågor)           |
| CCD         | Convention to Combat Desertification                                                                | Konventionen om bekämpning av ökenspridning                                                                 |
| CCI         | Commission for Climatology                                                                          | WMO:s kommission för klimatologi                                                                            |
| CCISUA      | Coordinating Committee of International Staff Unions and Associations of the United Nations System  | Samordningskommittén för de internationella förbunden och föreningarna för personal inom FN-systemet        |
| CCPISA      | Convention on the Privileges and Immunities of the Specialized Agencies                             | Konventionen om fackorganens rättigheter och undantagsrätt                                                  |
| CCPOQ       | Consultative Committee on Programme and Operational Questions                                       | FN:s rådgivande kommitté för program- och operativfrågor                                                    |
| CCSQ        | Consultative Committee on Substantive Questions                                                     | FN:s rådgivande kommitté för sakfrågor                                                                      |
| CCSQ(OPS)   | Consultative Committee on Substantive Questions (Operational Activities)                            | FN:s rådgivande kommitté för sakfrågor (utvecklings- verksamhet)                                            |
| CCSQ(PROG)  | Consultative Committee on Substantive Questions (Programme Matters)                                 | FN:s rådgivande kommitté för sakfrågor (programärenden)                                                     |
| CD          | Conference on Disarmament                                                                           | FN:s nedrustningskonferens                                                                                  |
| CD          | Committee on Disarmament                                                                            | FN:s nedrustningskommitté                                                                                   |
| CDP         | Committee for Development Policy                                                                    | ECOSOC:s kommitté för utvecklingspolicy                                                                     |
| CDR         | Centre for Documentation and Research                                                               | UNHCR:s center för dokumentation och forskning                                                              |
| CEDAW       | Committee on the Elimination of Discrimination against Women                                        | FN:s kommitté för avskaffande av diskriminering av kvinnor                                                  |
| CERD        | Committee on the Elimination of Racial Discrimination                                               | FN:s kommitté för avskaffande av rasdiskriminering                                                          |
| CESCR       | Convention on Economic, Social and Cultural Rights                                                  | Konventionen om ekonomiska, sociala och kulturella rättigheter                                              |
| CFA         | Committee on Food Aid Policies and Programmes                                                       | WFP:s kommitté för nödhjälpsprinciper och nödhjälpsprogram                                                  |
| CFS         | Committee on World Food Security                                                                    | FAO:s kommitté för tryggad tillgång till mat                                                                |
| CHR         | Commission on Human Rights                                                                          | FN:s kommission för mänskliga rättigheter                                                                   |
| CHS         | Commission on Human Settlements                                                                     | ECOSOC:s kommission om bebyggelse och bosättning                                                            |
| CHy         | Commission for Hydrology                                                                            | WMO:s kommission för hydrologi                                                                              |
| CICP        | Centre for International Crime Prevention                                                           | ODCCP:s center för internationellt brottsförebyggande eller FN:s center för internationell brottsbekämpning |
| CIMO        | Commission for Methods of Observation (WMO)                                                         | WMO:s kommission för observationsmetoder                                                                    |
| CITES       | Convention on International Trade in Endangered Species of Wild Fauna and Flora                     | Konventionen om internationell handel med utrotningshotade arter av vilda djur och växter                   |
| CLCS        | Commission on the Limits of the Continental Shelf                                                   | FN:s kommission för gränser beträffande kontinentalplattor                                                  |
| CLOUT       | Case Laws on UNICITRAL Texts                                                                        | Rättsfall gällande UNICITRAL-texter                                                                         |
| CND         | Commission on Narcotic Drugs                                                                        | FN:s narkotikakommission                                                                                    |
| COAG        | Committee on Agriculture                                                                            | WTO:s jordbrukskommitté                                                                                     |
| COD         | Country Operations Division                                                                         | UNDP:s avdelning för landsoperationer                                                                       |
| COFI        | Committee on Fisheries (FAO)                                                                        | FAO:s kommitté för fiskefrågor                                                                              |
| COFO        | Committee on Forestry (FAO)                                                                         | FAO:s kommitté för skogliga frågor                                                                          |
| CONGO       | Conference on Non-Governmental Organizations                                                        | FN:s konferens om frivilligorganisationer                                                                   |
| COP         | Conference of the Parties                                                                           | Länder som anslutit sig till konventioner                                                                   |
| COPUOS      | Committee on the Peaceful Uses of Outer Space                                                       | FN:s rymdkommitté                                                                                           |
| CPA         | Comprehensive Plan of Action                                                                        | Övergripande plan inom FN                                                                                   |
| CPC         | Committee for Programme and Coordination                                                            | FN:s program- och samordningskommitté                                                                       |
| CPD         | Comprehensive Programme on Disarmanent                                                              | FN:s fullständiga nedrustningsprogram                                                                       |
| CPR         | Committee of Permanent Representatives                                                              | FN:s kommitté för ländernas ständiga representanter vid FN                                                  |
| CRC         | Convention on the Rights of the Child                                                               | FN:s konvention om barnets rättigheter                                                                      |
| CSD         | Commission on Sustainable Development                                                               | FN:s kommission för hållbar utveckling                                                                      |
| CSD         | Commission for Social Development                                                                   | FN:s kommission för social utveckling                                                                       |
| CSTD        | Centre for Science and Technology for Development                                                   | UNCTAD:s center för utveckling inom vetenskap och teknologi                                                 |
| CSTD        | Commission on Science and Technology for Development                                                | FN:s kommission för utveckling inom vetenskap och teknologi                                                 |
| CSW         | Commission on the Status of Women                                                                   | FN:s kvinnokommission                                                                                       |
| CTBT        | Comprehensive Test-Ban Treaty                                                                       | Fullständigt provstoppsavtal                                                                                |
| CWC         | Chemical Weapons Convention                                                                         | FN:s konvention om kemiska vapen                                                                            |

## D
| Förkortning | Förkortning för:                                                       | Svenskt namn                                                           |
| ----------- | ---------------------------------------------------------------------- | ---------------------------------------------------------------------- |
| DAW         | Division for the Advancement of Women                                  | FN:s avdelning för främjandet av kvinnors utveckling                   |
| DC          | Developed Countries                                                    | Industrialiserade länder                                               |
| DDA         | Department for Disarmament Affairs                                     | FN:s avdelning för nedrustningsärenden                                 |
| DEPOLIB     | Depository Libraries of the United Nations System                      | FN-systemets depåbibliotek                                             |
| DESA        | Department of Economic and Social Affairs                              | FN:s avdelning för ekonomiska och sociala ärenden                      |
| DESIPA      | Department for Economic and Social Information and Policy Analysis     | FN:s avdelning för ekonomisk och social information samt programanalys |
| DGO         | United Nations Development Group Office                                | UNDG:s administrativa kontor för koordinering på fältnivå              |
| DGAACS      | Department of General Assembly Affairs and Conference Services         | Avdelningen för generalförsamlingen och konferensservice               |
| DHL         | Dag Hammarskjöld Library                                               | Dag Hammarskjöld-biblioteket                                           |
| DIMA        | Division of Information Management and Analysis                        | UNDP:s avdelning för management- och analysinformation                 |
| DITC        | Division on International Trade in Goods and Services, and Commodities | UNCTAD:s avdelning för internationell handel med varor och tjänster    |
| DITE        | Division on Investment, Technology and Enterprise Development          | UNCTAD:s avdelning för investeringar, teknologi och företagsutveckling |
| DM          | Department of Management                                               | FN:s förvaltningsavdelning                                             |
| DMFAS       | Debt Management and Financial Analysis System                          | UNCTAD:s system för skuldadministration och finansanalys               |
| DOALOS      | Division for Ocean Affairs and the Law of the Sea                      | OLA:s avdelning för havsärenden och havsrätt                           |
| DPA         | Department of Political Affairs                                        | FN:s avdelning för politiska ärenden                                   |
| DPI         | Department of Public Information                                       | FN-sekretariatets informationsavdelning                                |
| DPKO        | Department of Peacekeeping Operations                                  | FN:s avdelning för fredsbevarande operationer                          |
| DRM         | Division for Resources Mobilization                                    | UNDP:s avdelning för resursmobilisering                                |
| DRPC        | Division for Resources Planning and Coordination                       | UNDP:s avdelning resursplanering och koordinering                      |
| DSD         | Division for Sustainable Development                                   | DESA:s avdelning för hållbar utveckling                                |
| DSPD        | Division for Social Policy and Development                             |                                                                        |
| DSRSG       | Deputy Special Representative of the Secretary-General                 | Ställföreträdare för generalsekreterarens särskilde representant       |

## E
| Förkortning | Förkortning för:                                                                                            | Svenskt namn |
| ----------- | --- | --- |
| EAO         | Executive and Administrative Office                                                                         | DESA:s kontor för förvaltning och administration                                                                         |
| ECA         | Economic Commission for Africa                                                                              | FN:s ekonomiska kommission för Afrika                                                                                    |
| ECDC        | Economic Cooperation among Developing Countries                                                             | Ekonomiskt samarbete mellan utvecklingsländerna                                                                          |
| ECE         | Economic Commission for Europe                                                                              | FN:s ekonomiska kommission för Europa                                                                                    |
| ECLAC       | Economic Commission for Latin America and the Carebbean                                                     | FN:s ekonomiska kommission för Latinamerika och Karibien                                                                 |
| ECLAC/LAIA  | Latin American Integration Association                                                                      | ECLAC:s förbund för latinamerikansk integration                                                                          |
| ECOMOG      | Economic Community of West African States’ Monitoring Observer Group                                        | ECOWAS:s observatörsgrupp                                                                                                |
| ECOSOC      | Economic and Social Council                                                                                 | Ekonomiska och sociala rådet                                                                                             |
| ECOWAS      | Economic Community of West African States                                                                   | Västafrikanska staternas ekonomiska gemenskap                                                                            |
| ECU         | Emergency Coordination Unit                                                                                 | FAO:s enhet för kriskoordinering i Pristina                                                                              |
| EFA         | Education for All                                                                                           | Utbildning för alla |
| EMP         | Environmental Planning and Management (UNEP)                                                                | UNEP:s miljöplanering och förvaltning                                                                                    |
| ENMOD       | Convention on the Prohibition of Military or Any Other Hostile Use of Environmental Modification Techniques | FN-konventionen om förbud mot militär eller annan fientlig användning av miljöförändringsteknik (Miljökrigskonventionen) |
| ENVP        | Division for Environmental Programmes                                                                       | UNOPS avdelning för miljöprogram                                                                                         |
| EOSG        | Executive Office of the Secretary-General                                                                   | Generalsekreterarens kontor                                                                                              |
| EPA         | UNOPS’ Expanded Programme of Assistance                                                                     | UNOPS utvidgade biståndsprogram                                                                                          |
| EPAU        | UNHCR:s Evaluation and Policy Analysis Unit                                                                 | UNHCR:s enhet för utvärdering och policyanalys                                                                           |
| EPI         | Expanded Programme on Immunization (WHO)                                                                    | WHO:s utvidgade program för vaccinering                                                                                  |
| EPPG        | UNHCR’S Emergency Prevention and Preparedness Group                                                         | UNHCR:s grupp för katastrofförebyggande och beredskap                                                                    |
| EPRS        | UNHCR:s Emergency Preparedness and Response Section                                                         | UNHCR:s avdelning för katastrofberedskap                                                                                 |
| EPTA        | Expanded Programme of Technical Assistance                                                                  | Utvidgat program för teknisk assistans                                                                                   |
| ERD         | Emergency Response Division                                                                                 | UNDP:s avdelning för katastrofberedskap                                                                                  |
| ESAF        | Enhanced Structural Adjustment Facility                                                                     | IMF:s utvidgade strukturanpassningsfacilitet                                                                             |
| ESCAP       | Economic and Social Commission for Asia and the Pacific                                                     | FN:s ekonomiska och sociala kommission för Asien och Stillahavsområdet                                                   |
| ESCAP/CCOP  | Coordinating Committee for Coastal and Offshore Geoscience Programmes in East and South East Asia           | ESCAP:s koordineringskommitté för kust- och frånlandsgeovetenskapliga program i Öst- och Sydöstasien                     |
| ESCAP/POC   | Pacific Operations Centre                                                                                   | ESCAP:s center för insatser i Stilla havet                                                                               |
| ESCAP/SIAP  | Statistical Institute for Asia and the Pacific                                                              | ESCAP:s statistiska institut för Asien och Stillahavsområdet                                                             |
| ESCWA       | Economic and Social Commission for West Asia                                                                | FN:s ekonomiska och sociala kommission för Västasien                                                                     |
| ETR         | United Nations Education and Training Programme                                                             | FN:s utbildningsprogram                                                                                                  |
| EXCOM       | UNHCR:s Executive Committee                                                                                 | UNHCR:s verkställande kommitté                                                                                           |

## F
| Förkortning | Förkortning för:                                                                                                 | Svenskt namn |
| ----------- | --- | --- |
| FALD        | United Nations Field Administration and Logistics Division                                                       | FN:s avdelning för administration av fältarbete och logistik                                                        |
| FAO         | Food and Agriculture Organization                                                                                | FN:s livsmedels- och jordbruksorganisation                                                                          |
| FCA         | Division for Finances, Control and Administration                                                                | UNOPS avdelning för finanser, revidering och administration                                                         |
| FCCC        | Framework Convention on Climate Change                                                                           | FN:s konvention om klimatförändringar                                                                               |
| FCTC        | Framework Convention on Tobacco Control                                                                          | FN:s ramkonvention om tobakskontroll                                                                                |
| FGM         | Female Genital Mutilation                                                                                        | Kvinnlig könsstympning                                                                                              |
| FTR         | Family Tracing and Reintegration                                                                                 | |
| FUND        | International Convention on the Establishment of an International Fund for Compensation for Oil Pollution Damage | Internationella konventionen för upprättandet av en internationell fond för ersättning för skador efter oljeutsläpp |
| FUNSA       | Federation of Staff Association of the United Nations and its Specialized Agencies                               | |
| FWCW        | United Nations Fourth World Conference on Women                                                                  | FN:s fjärde världskonferens om kvinnor                                                                              |

## G
| Förkortning | Förkortning för:                                                              | Svenskt namn                                                         |
| ----------- | ----------------------------------------------------------------------------- | -------------------------------------------------------------------- |
| GA          | General Assembly                                                              | FN:s generalförsamling                                               |
| GAW         | Global Atmosphere Watch                                                       | WMO:s bevakning av den globala atmosfären                            |
| GCOS        | Global Climate Observing System                                               | WMO:s system för global klimatobservation                            |
| GEF         | Global Environmental Facility                                                 | UNEP:s globala miljöfond                                             |
| GEMS        | Global Environment Monitoring System                                          | UNEP:s globala miljöövervakningssystem                               |
| GEMS/WATER  | Global Water Quality Monitoring Programme                                     | UNEP:s program för global övervakning av vattenkvalitet              |
| GEO         | Global Environment Outlook Report                                             | UNEP:s rapport om global miljöbevakning                              |
| GESAMP      | Group of Experts on the Scientific Aspects of Marine Environmental Protection | UNEP:s expertgrupp för vetenskapliga aspekter på marint miljöbeskydd |
| GIS         | Geographical Information Systems                                              | UNEP:s geografiska informationssystem                                |
| GIWA        | Global International Waters Assessment                                        | UNEP:s globala internationella vattenutvärdering                     |
| GOOS        | Global Ocean Observing System                                                 | WMO:s system för global havsobservation                              |
| GPML        | Global Programme Against Money Laundering                                     | UNDCP:s globala program mot tvätt av svarta pengar                   |
| GRID        | Global Resource Information Database                                          | UNEP:s globala miljödatabas                                          |
| GSTP        | Global System of Trade Preferences                                            | UNCTAD:s globala system för handelsförmåner                          |
| GTOS        | Global Terrestrial Observing System                                           | WMO:s system för global jordobservation                              |
| GWG         | Gender Working Group                                                          | UNCTAD:s jämställdhetsgrupp                                          |

## H
| Förkortning     | Förkortning för:                                             | Svenskt namn                                                                        |
| --------------- | ------------------------------------------------------------ | ----------------------------------------------------------------------------------- |
| HABITAT (UNCHS) | United Nations Centre for Human Settlements                  | FN:s boende- och bebyggelsecenter                                                   |
| HC              | Humanitarian Coordinator                                     | Humanitär koordinator                                                               |
| HDI             | Human Development Index                                      | UNDP:s index för mänsklig utveckling                                                |
| HDR             | Humanitarian Daily Ration                                    | WFP:s rekommenderade dagliga näringsintag                                           |
| HDRO            | Human Development Report Office                              | UNDP:s kontor för rapporter om mänsklig utveckling                                  |
| HEP             | UNHCR/IOM Humanitarian Evacuation Programme                  | UNHCR/IOM:s program för humanitär evakuering                                        |
| HIPC            | Heavily Indebted Poor Countries                              | Världsbanken och IMF:s initiativ för skuldlättnader för särskilt skuldtyngda länder |
| HPI             | Human Poverty Index                                          | UNDP:s fattigdomsindex                                                              |
| HPS             | Headquarters Procurement Section                             | Huvudkontorets anskaffningsavdelning (OCSS)                                         |
| HR              | Human Rights                                                 | Mänskliga rättigheter                                                               |
| HRFOR           | High Commissioner for Human Rights Field Operation in Rwanda | FN:s högkommissionär för fältuppdrag rörande mänskliga rättigheter i Rwanda         |
| HST             | Health Statistics                                            | WHO:s hälsostatistik                                                                |
| HWRP            | Hydrology and Water Resources Programme                      | WMO:s program för hydrologi och vattenresurser                                      |

## I
| Förkortning | Förkortning för:                                                                                   | Svenskt namn |
| ----------- | -------------------------------------------------------------------------------------------------- | --- |
| IACSD       | Inter-agency Committee on Sustainable Development                                                  | ACC:s koordinerade kommitté för hållbar utveckling                                                                 |
| IACWGE      | Inter-Agency Committee on Women and Gender Equity                                                  | ACC:s koordinerade kommitté för kvinnor och jämlikhet                                                              |
| IAEA        | International Atomic Energy Agency                                                                 | Internationella atomenergiorganet                                                                                  |
| IAG         | International Advisory Group                                                                       | Internationella rådgivargruppen                                                                                    |
| IAPSO       | Inter-Agency Procurement Services Office                                                           | FN:s inköpskontor                                                                                                  |
| IAS         | United Nations University Institute of Advanced Studies                                            | FN-universitetets institut för högre studier                                                                       |
| IASC        | Inter-agency Standing Committee                                                                    | FN:s permanenta samordningskommitté                                                                                |
| IBRD        | International Bank for Reconstruction and Development                                              | Internationella återuppbyggnads- och utvecklingsbanken (Världsbanken)                                              |
| ICAO        | International Civil Aviation Organization                                                          | Internationella civila luftfartsorganisationen                                                                     |
| ICC         | International Criminal Court                                                                       | Internationella brottmålsdomstolen                                                                                 |
| ICDAIT      | International Conference on Drug Abuse and Illicit Trafficing                                      | UNDCP:s internationella konferens om drogmissbruk och olaga handel                                                 |
| ICDB        | International Children’s Day of Broadcasting                                                       | Internationella barndagen för radio/TV-sändningar                                                                  |
| ICDC        | UNICEF:s International Child Development Centre                                                    | UNICEF:s internationella center för barns utveckling                                                               |
| ICFY        | International Conference on the Former Yugoslavia                                                  | FN:s internationella konferens om f.d. Jugoslavien                                                                 |
| ICGFI       | International Consultative Group on Food Irradiation                                               | FAO:s internationella konsultativa grupp för bestrålning av livsmedel                                              |
| ICJ         | International Court of Justice                                                                     | Internationella domstolen                                                                                          |
| ICPD        | International Conference on Population and Development                                             | FN:s konferens om befolkning och utveckling                                                                        |
| ICS         | Information Centres Service                                                                        | DPI:s center för informationsservice                                                                               |
| ICSAB       | International Civil Service Advisory Board                                                         | FN:s rådgivande styrelse för internationell civilförvaltning                                                       |
| ICSC        | International Civil Service Commission                                                             | FN:s avdelning för personalärenden                                                                                 |
| ICTR        | International Criminal Tribunal for Rwanda                                                         | Internationella tribunalen för brott mot humanitär rätt i Rwanda                                                   |
| ICTY        | International Criminal Tribunal for the Former Yugoslavia                                          | Internationella tribunalen för brott mot humanitär rätt i f.d. Jugoslavien                                         |
| IDA         | International Development Association                                                              | Internationella utvecklingsfonden                                                                                  |
| IDB         | Industrial Development Board                                                                       | UNIDO:s styrelse                                                                                                   |
| IDNDR       | International Decade for Natural Disaster Reduction                                                | Internationella årtiondet för att reducera naturkatastrofer                                                        |
| IDP         | Internally Displaced Person                                                                        | Inrikes tvångsförflyttade personer/internflyktingar                                                                |
| IDS         | International Development Strategy                                                                 | FN:s internationella utvecklingsstrategi                                                                           |
| IEFR        | International Emergency Food Reserve                                                               | WFP:s internationella krisreserv för livsmedel                                                                     |
| IETC        | International Environmental Technology Centre                                                      | UNEP:s internationella miljöteknologiska center                                                                    |
| IFAD        | International Fund for Agricultural Development                                                    | Internationella jordbruksutvecklingsfonden                                                                         |
| IFC         | International Finance Corporation                                                                  | Internationella finansieringsbolaget                                                                               |
| IFOR        | Implementation Force                                                                               | Multilaterala implementeringsstyrkor i Bosnien-Hercegovina ledda av NATO                                           |
| IFUP        | International Forum on Urban Poverty                                                               | UNEP eller HABITAT:s internationella forum om urban fattigdom                                                      |
| IGE         | Intergovernmental Group of Experts                                                                 | FN:s mellanstatliga expertgrupp                                                                                    |
| IGO         | Intergovernmental Organization                                                                     | Mellanstatlig organisation                                                                                         |
| IHP         | International Hydrological Programme                                                               | Unescos internationella hydrologiprogram                                                                           |
| IIST        | United Nations University International Institute for Software Technology                          | FN-universitetets institut för mjukvaruteknologi                                                                   |
| ILANUD      | United Nations Latin American Institute for the Prevention of Crime and the Treatment of Offenders | FN:s latinamerikanska institut för brottsförebyggande arbete och kriminalvård                                      |
| ILC         | International Law Commission                                                                       | FN:s kommission för internationell rätt                                                                            |
| ILO         | International Labour Organization                                                                  | Internationella arbetsorganisationen                                                                               |
| ITC         | International Training Centre of the ILO                                                           | ILO:s internationella utbildningscenter                                                                            |
| IMF         | International Monetary Fund                                                                        | Internationella valutafonden                                                                                       |
| IMO         | International Maritime Organization                                                                | Internationella sjöfartsorganisationen                                                                             |
| INC         | Intergovernmental Negotiating Committee                                                            | FN:s kommitté för förhandlingar mellan stater                                                                      |
| INCB        | International Narcotics Control Board                                                              | Internationella narkotikakontrollstyrelsen                                                                         |
| INFOTERRA   | UNEP International Environment Information System                                                  | UNEP:s internationella miljöinformationsnätverk                                                                    |
| INIA        | International Institute on Ageing                                                                  | FN:s internationella institut för åldrande                                                                         |
| INMARSAT    | Convention on the International Mobile Satellite Organization                                      | Konventionen om den internationella satellitorganisationen inom sjöfart                                            |
| INRA        | United Nations University Institute for Natural Resources in Africa                                | FN-universitetets institut för naturtillgångar i Afrika                                                            |
| INSARAG     | International Search and Rescue Advisory Group                                                     | Rådgivande gruppen för internationella spanings- och räddningsinsatser, FN:s organ för samordning av hjälpinsatser |
| INSTRAW     | International Research and Training Institute for the Advancement of Women                         | FN:s internationella forsknings- och utbildningsinstitut för kvinnors utveckling                                   |
| INTECH      | United Nations University Institute for New Technologies                                           | FN-universitetets institut för ny teknologi                                                                        |
| INWEH       | United Nations University International Network on Water, Environment and Health                   | FN-universitetets internationella nätverk för vatten, miljö och hälsa                                              |
| IOC         | Intergovernmental Oceanographic Commission                                                         | Unescos mellanstatliga oceanografiska kommission                                                                   |
| IPC         | Integrated Programme for Commodities                                                               | UNCTAD:s enhetliga råvaruprogram                                                                                   |
| IPCC        | Intergovernmental Panel on Climate Change                                                          | FN:s mellanstatliga klimatförändringspanel                                                                         |
| IPCS        | International Programme on Chemical Safety                                                         | WHO:s internationella program för kemisk säkerhet                                                                  |
| IPDC        | International Programme for the Development of Communications                                      | Unescos internationella program för utveckling av kommunikation                                                    |
| IPEC        | ILO International Programme for the Elimination of Child Labour                                    | ILO:s internationella program för avskaffande av barnarbete                                                        |
| IPTF        | United Nations International Police Task Force                                                     | FN:s internationella polisstyrka i Bosnien och Hercegovina                                                         |
| IRIN        | Integrated Regional Information Network                                                            | FN:s integrerade regionala informationsnätverk                                                                     |
| ISA         | International Seabed Authority                                                                     | FN:s internationella instans för havsbottnen                                                                       |
| ISBA        | International Seabed Area                                                                          | FN:s internationella havsbottensområde                                                                             |
| ISMUN       | International Student Movement for the United Nations                                              | Internationella studentrörelsen för FN                                                                             |
| ITC         | International Trade Center                                                                         | UNCTAD/WTO:s internationella handelscentrum                                                                        |
| ITLOS       | International Tribunal for the Law of the Sea                                                      | FN:s internationella domstol för havsrätt                                                                          |
| ITSD        | Information Technology Services Division                                                           | FN:s avdelning för informationsteknologiverksamhet (DM)                                                            |
| ITU         | International Telecommunication Union                                                              | Internationella teleunionen                                                                                        |
| IUC         | Information Unit for Conventions                                                                   | UNEP:s informationsenhet för konventioner                                                                          |
| IWY         | International Women’s Year                                                                         | Internationella kvinnoåret                                                                                         |
| IYC         | International Year of the Child                                                                    | Internationella barnåret                                                                                           |
| IYCP        | International Year for the Culture of Peace                                                        | Internationella året för fredskultur                                                                               |
| IYDP        | International Year of Disabled Persons                                                             | Internationella året för handikappade                                                                              |
| IYF         | International Year of the Family                                                                   | Internationella familjeåret                                                                                        |
| IYO         | International Year of the Ocean                                                                    | Internationella världshavsåret                                                                                     |
| IYOP        | International Year of Older Persons                                                                | Internationella äldreåret                                                                                          |
| IYV         | International Year of Volunteers                                                                   | Internationella året för volontärarbete                                                                            |
| IYSH        | International Year of Shelter for the Homeless                                                     | Internationella året för hemlösa                                                                                   |

## J
| Förkortning | Förkortning för:                                   | Svenskt namn                                                          |
| ----------- | -------------------------------------------------- | --------------------------------------------------------------------- |
| JECFA       | Joint Expert Committee on Food Additives (FAO/WHO) | FAO/WHO:s gemensamma expertkommitté för livsmedelstillsatser          |
| JIU         | Joint Inspection Union                             | FN:s inspektionsenhet                                                 |
| JPO         | Junior Professional Officer                        | Juniorrådgivare                                                       |
| JRPU        | UNDP/UNHCR Joint Reintegration Programming Unit    | UNDP/UNHCR:s gemensamma enhet för reintegreringsprogrammering         |
| JUNIC       | Joint UN Information Committee                     | Informationskommittén för alla FN-organ, -program och -organisationer |

## K
| Förkortning | Förkortning för: | Svenskt namn           |
| ----------- | ---------------- | ---------------------- |
| KFOR        | Kosovo Force     | Kosovostyrkorna (NATO) |

## L
| Förkortning | Förkortning för:                             | Svenskt namn                                |
| ----------- | -------------------------------------------- | ------------------------------------------- |
| LAC         | Division for Latin America and the Caribbean | UNOPS avdelning för Amerika och Karibien    |
| LDC         | Least Developed Countries                    | Minst utvecklade länder (MUL)               |
| LOS         | Law of the Sea                               | Havsrätt                                    |
| LPA         | Local Plans of Action                        | Lokala handlingsplaner                      |
| LPD         | Library and Publications Division            | DPI:s biblioteks- och publikationsavdelning |
| LTP         | Long-Term Plan(ning)                         | Långsiktig planering                        |

## M
| Förkortning | Förkortning för:                                                                       | Svenskt namn                                                               |
| ----------- | -------------------------------------------------------------------------------------- | -------------------------------------------------------------------------- |
| MACC        | Mine Action Coordination Centre                                                        | FN:s center för koordinering av minhantering                               |
| MAB         | Man and the Biosphere Conference                                                       | UNEP:s konferens om människan och biosfären                                |
| MAG         | Mine Advisory Group                                                                    | Rådgivande gruppen i minfrågor                                             |
| MARPOL      | International Convention for the Prevention of Pollution from Ships                    | Internationella konventionen för förebyggandet av föroreningar från fartyg |
| MBS         | Monthly Bulletin of Statistics                                                         | FN:s statistiska månadsrapport                                             |
| MD          | Media Division                                                                         | FN:s medieavdelning                                                        |
| MDB         | Multilateral Development Banks                                                         | Multilaterala utvecklingsbanker                                            |
| MDGD        | Management Development and Governance Division                                         | UNDP:s avdelning för utveckling inom demokratisk samhällsstyrning          |
| MICAH       | International Civilian Support Mission in Haiti                                        | FN:s internationella civila stödstyrka i Haiti                             |
| MICIVIH     | United Nations/Organization of American States International Civilian Mission in Haiti | FN:s/OAS civila observatörsstyrka i Haiti                                  |
| MIGA        | Multilateral Investment Guarantee Agency                                               | Organisationen för multilaterala investeringsgarantier                     |
| MINUGUA     | United Nations Human Rights Verification Mission in Guatemala                          | FN:s mission för övervakning av mänskliga rättigheter i Guatemala          |
| MINURCA     | United Nations Mission in the Central African Republic                                 | FN:s observatörsstyrka i Centralafrikanska republiken                      |
| MINURSO     | United Nations Mission for the Referendum in Western Sahara                            | FN:s observatörsstyrka för valövervakning i Västsahara                     |
| MINUSAL     | Mission of the United Nations in El Salvador                                           | FN:s observationsstyrka i El Salvador                                      |
| MIPONUH     | United Nations Civilian Police Mission in Haiti                                        | FN:s civila polisstyrka i Haiti                                            |
| MONUA       | United Nations Observer Mission in Angola                                              | FN:s observatörsstyrka i Angola                                            |
| MONUC       | United Nations Organization Mission in the Democratic Republic of the Congo            | FN:s mission i Demokratiska republiken Kongo (Kongo-Kinshasa)              |
| MOU         | Memorandum of Understanding                                                            | Avtal mellan FN och en stat                                                |
| MSD         | Medical Services Division                                                              | FN:s avdelning för läkarvård                                               |

## N
| Förkortning | Förkortning för:                                                     | Svenskt namn                                             |
| ----------- | -------------------------------------------------------------------- | -------------------------------------------------------- |
| NADAF       | United Nations New Agenda for the Development of Africa in the 1990s | FN:s nya dagordning för Afrikas utveckling på 1990-talet |
| NGLS        | United Nations Non-governmental Liaison Service                      | FN:s kontor för frivilligorganisationer                  |
| NGO         | Non-Governmental Organization                                        | Frivilligorganisation                                    |
| NIC         | Newly Industrialized Countires                                       | Nyligen industrialiserade länder                         |
| NPA         | National Plans of Action                                             | Nationella handlingsplaner                               |
| NPEP        | National Poverty Eradication Plan                                    | Nationell plan för fattigdomsutrotning                   |
| NPT         | Non-Proliferation Treaty                                             | Icke-spridningsfördraget                                 |
| NUSS        | Nuclear Safety Standards                                             | IAEA:s normer för kärnvapensäkerhet                      |

## O
| Förkortning | Förkortning för:                                                                  | Svenskt namn                                                                      |
| ----------- | --------------------------------------------------------------------------------- | --------------------------------------------------------------------------------- |
| OASG        | Office of the Assistant Secretary-General                                         | Biträdande generalsekreterarens kontor                                            |
| OB          | Office of Budget                                                                  | UNDP:s budgetkontor                                                               |
| OC          | Organizational Committee of the ACC                                               | ACC:s organisatoriska kommitté                                                    |
| OCHA        | Office for the Coordination of Humanitarian Affairs                               | FN:s kontor för samordning av humanitär hjälp                                     |
| ODA         | Official Development Assistance                                                   | Officiellt statligt utvecklingsbistånd                                            |
| ODCCP       | United Nations Office for Drug Control and Crime Prevention                       | FN:s kontor för narkotikakontroll och brottsbekämpning                            |
| ODPR        | Office for Displaced Persons and Refugees                                         | FN:s kontor för tvångsförflyttade personer och flyktingar                         |
| ODS         | Office of Development Studies                                                     | UNDP:s kontor för utvecklingsstudier                                              |
| OHCHR       | Office of the United Nations High Commissioner for Human Rights                   | Kontoret för FN:s högkommissarie för mänskliga rättigheter                        |
| OHR         | Office of Human Resources                                                         | UNDP:s personalavdelning                                                          |
| OHRM        | Office of Human Resources Management                                              | FN:s personalavdelning (DM)                                                       |
| OILPOL      | International Convention for the Prevention of Pollution of the Sea by Oil        | Internationella konventionen om förhindrande av havsförorening orsakad av olja    |
| OIOS        | Office of Internal Oversight Services                                             | FN:s kontor för intern översyn                                                    |
| OIP         | Office of the Iraq Programme                                                      | Kontoret för FN:s Irak-program                                                    |
| OLA         | Office of Legal Affairs                                                           | FN:s avdelning för juridiska ärenden                                              |
| OLS         | United Nations Operation Lifeline Sudan                                           | FN:s hjälpinsats i Sudan                                                          |
| ONUC        | United Nations Operation in the Congo                                             | FN:s insats i den Demokratiska republiken Kongo (Kongo-Kinshasa)                  |
| ONUCA       | United Nations Observer Group in Central America                                  | FN:s observatörsgrupp i Centralamerika                                            |
| ONUMOZ      | United Nation Operation in Mozambique                                             | FN:s insatser i Moçambique                                                        |
| ONUSAL      | United Nations Observer Mission in El Salvador                                    | FN:s observatörsstyrka i El Salvador                                              |
| OOSA        | Office for Outer Space Affairs                                                    | FN-kontoret för frågor beträffande yttre rymden                                   |
| OPCW        | Organization for the Prohibition of Chemical Weapons                              | Organisationen för förbud mot kemiska vapen                                       |
| OPRC        | International Convention on Oil Pollution Preparedness, Response and Co-operation | Internationella konventionen om beredskap vid oljeutsläpp, reaktion och samarbete |
| OSG         | Office of the Secretary-General                                                   | Generalsekreterarens kontor                                                       |
| OSSG        | Office of the Spokesman for the Secretary-General                                 | Kontoret för generalsekreterarens talesman                                        |
| OUSG        | Office of the Under-Secretary-General                                             | Undergeneralsekreterarens kontor                                                  |

## P
| Förkortning | Förkortning för:                                                       | Svenskt namn                                                            |
| ----------- | ---------------------------------------------------------------------- | ----------------------------------------------------------------------- |
| PAHO        | Pan American Health Office/Regional Office for the Americas of the WHO | WHO:s regionala kontor för Nord-, Mellan- och Sydamerika                |
| PBC         | Programme and Budget Committee                                         | UNIDO:s program- och budgetkommitté                                     |
| PCA         | Permanent Court of Arbitration                                         | Permanenta skiljedomstolen                                              |
| PCB         | UNAIDS/Programme Coordination Board                                    | UNAIDS:s styrelse för programkoordinering                               |
| PCNICC      | Preparatory Commission for the International Criminal Court            | Förberedande kommissionen för den internationella brottmålsdomstolen    |
| PCPB        | Post-Conflict Peace-Building                                           | Fredsuppbyggande efter en konflikt                                      |
| PD          | Procurement Division                                                   | FN:s inköpsavdelning i New York                                         |
| PFA         | Platform for Action                                                    | Handlingsplan                                                           |
| PIC         | Prior Informed Consent                                                 | Tidigare meddelat samtycke (till vissa kemikalier och bekämpningsmedel) |
| PIP         | Peace Implementation Programme                                         | UNRWA:s fredsbevarande program                                          |
| PIU         | Public Inquiries Unit                                                  | DPI:s informationsenhet                                                 |
| PKO         | Peace-Keeping Operation                                                | Fredsbevarande insats                                                   |
| POC         | Pacific Operations Centre                                              | ESCAP:s center för insatser i Stilla havet                              |
| POPIN       | United Nations Population Information Network                          | FN:s nätverk för befolkningsinformation                                 |
| PPBA        | Office of Programme Planning, Budget and Accounts                      | Kontoret för programplanering, budget och bokföring                     |
| PPBD        | Programme Planning and Budget Division                                 | FN:s avdelning för programplanering och budget                          |
| PPI         | Division for Planning and Public Information                           | UNOPS avdelning för planering och information                           |
| PTD         | Procurement and Transportation Division                                | FN:s avdelning för inköp och transport                                  |

## R
| Förkortning | Förkortning för:                                           | Svenskt namn                                                         |
| ----------- | ---------------------------------------------------------- | -------------------------------------------------------------------- |
| RBM         | Roll Back Malaria                                          | UNICEF, WHO, UNDP och Världsbankens projekt för att reducera malaria |
| RCNYO       | United Nations Regional Commissions New York Office        | New York-kontoret för FN:s regionala kommissioner                    |
| RDD         | Research and Development Division                          | HABITAT:s avdelning för forskning och utveckling                     |
| RDMHQ       | Rapidly Deployable Mission Headquarters                    | FN:s högkvarter för snabbinsatser                                    |
| RMTC        | WMO Regional Meteorological Training Centres               | WMO:s regionala meteorologiska utbildningscenter                     |
| ROA         | UNEP:s Regional Office for Africa                          | UNEP:s regionalkontor för Afrika                                     |
| ROLAC       | UNEP:s Regional Office for Latin America and the Carribean | UNEP:s regionkontor för Latinamerika och Karibien                    |

## S
| Förkortning | Förkortning för:                                                                                               | Svenskt namn |
| ----------- | --- | --- |
| SALVAGE     | International Convention on Salvage                                                                            | Internationella konventionen om bärgning                                                                                             |
| SAR         | International Convention on Maritime Search and Rescue                                                         | Internationella sjöräddningskonventionen                                                                                             |
| SARD        | Sustainable Agriculture and Rural Development                                                                  | Hållbar utveckling inom jordbruk och landsbygd                                                                                       |
| SC          | Security Council                                                                                               | FN:s säkerhetsråd |
| SCP         | Sustainable Cities Programme                                                                                   | UNEP och HABITAT:s stadsmiljöprogram                                                                                                 |
| SDNP        | Sustainable Development Networking Programme                                                                   | UNEP:s nätverksprogram för hållbar utveckling                                                                                        |
| SEED        | Division for Sustainable Energy and Environment                                                                | UNDP:s avdelning för hållbar energi och miljö                                                                                        |
| SEPED       | Social Development and Poverty Elimination Division                                                            | UNDP:s avdelning för social utveckling och fattigdomsbekämpning                                                                      |
| SEPHA       | Special Emergency Programme for the Horn of Africa                                                             | Särskilda krisprogrammet för Afrikas horn                                                                                            |
| SFOR        | Stabilization Force                                                                                            | FN:s multilaterala stabiliseringsstyrkor i Bosnien-Hercegovina ledda av NATO                                                         |
| SHD         | Sustainable Human Development                                                                                  | Hållbar mänsklig utveckling |
| SIAP        | Statistical Institute for Asia and the Pacific                                                                 | ESCAP:s statistiska institut för Asien och Stillahavsområdet                                                                         |
| SIDS        | Small Island Developing States                                                                                 | Små ö-utvecklingsländer |
| SIDSPOA     | Small Island Developing States Programme of Action                                                             | FN:s handlingsprogram för små ö-utvecklingsländer                                                                                    |
| SIGHT       | Summary Information on Global Health Trends                                                                    | WHO:s sammanfattade information om globala hälsosituationer                                                                          |
| SITE        | Division for Services Infrastructure for Development and Trade Efficiency                                      | UNCTAD:s avdelning för utveckling av infrastruktur för främjande av handelseffektivitet                                              |
| SMF/LDC     | Special Measures Fund for the Least Developed Countries                                                        | FN:s särskilda fond för åtgärder i de minst utvecklade länderna                                                                      |
| SNA         | System of National Accounts                                                                                    | FN:s system statsfinanser |
| SOLAS       | International Convention for the Safety of Life at Sea                                                         | Internationella konventionen om säkerhet för människoliv till sjöss                                                                  |
| SOPAC       | South Pacific group of countries                                                                               | Länder i södra Stillahavsområdet (Australia, Mikronesien, Fiji, Marshall-öarna, Nya Zeeland, Papua Nya Guinea, Vanatu och Västsamoa) |
| SPA         | Worlds Bank Special Programme of Assistance for Sub-Saharan Africa                                             | Världsbankens särskilda program för länder söder om Sahara                                                                           |
| SPAW        | Strategic Plan for the Advancement of Women                                                                    | Strategisk plan för jämställdhet |
| SPAW        | Specially Protected Areas and Wildlife                                                                         | UNEP:s särskilda skyddade områden och naturliv                                                                                       |
| SPD         | Division for Special Programmes Development                                                                    | UNOPS specialprogramsutveckling |
| SPDC        | Special Political and Decolonization Committee                                                                 | Särskilda politiska och avkoloniseringsutskottet (fjärde utskottet)                                                                  |
| SPFS        | Special Programme for Food Security                                                                            | FAO:s särskilda program för tillgången till livsmedel                                                                                |
| SPLOS       | State Parties to the United Nations Convention on the Law of the Sea                                           | Stater som anslutit sig till FN-konventionen om havsrätt                                                                             |
| SRDC        | Subregional Development Centre                                                                                 | FN:s subregionala utvecklingscenter                                                                                                  |
| SRSG        | Special Representative of the Secretary-General                                                                | Generalsekreterarens särskilde representant                                                                                          |
| SSD         | Specialist Services Division                                                                                   | FN:s avdelning för specialistverksamhet                                                                                              |
| SSOD        | Special Session on Disarmament                                                                                 | FN:s generalförsamlings särskilda möte om nedrustning                                                                                |
| START       | Strategic Arms Reduction Talks                                                                                 | Samtal om nedskärningar av antalet strategiska kärnvapen                                                                             |
| STAT        | Statistical Division                                                                                           | DESA:s statistiska avdelning |
| STCW        | International Convention on Standards of Training, Certification and Watchkeeping for Seafarers                | Internationella konventionen om normer för övning, intyg och vakt för sjöfolk                                                        |
| STCW-F      | International Convention on Standards of Training, Certification and Watchkeeping for Fishing Vessel Personnel | Internationella konventionen för normer för övning, intyg och vakt för personal på fiskefartyg                                       |
| SUA         | Convention for the Suppression of Unlawful Acts Against the Safety of Maritime Navigation                      | 1988 års konvention för bekämpande av brott mot sjöfartens säkerhet                                                                  |
| SUTCDC      | Special Unit for Technical Cooperation Among Developing Countries                                              | UNDP:s särskilda enhet för tekniskt samarbete mellan u-länder                                                                        |

## T
| Förkortning | Förkortning för:                                                 | Svenskt namn                                                                |
| ----------- | ---------------------------------------------------------------- | --------------------------------------------------------------------------- |
| TA          | Technical Advisers                                               | UNDP:s tekniska rågdivare                                                   |
| TC          | Trusteeship Council                                              | FN:s förvaltarskapsråd                                                      |
| TCDC        | Technical Cooperation Among Developing Countries                 | Tekniskt samarbete mellan u-länder (UNDP)                                   |
| TCO         | WMO Technical Cooperation Programme                              | WMO:s program för tekniskt samarbete                                        |
| TCPC        | Technical Committee for Programme and Coordination               | WTO:s tekniska kommitté för program och koordinering                        |
| TDB         | Trade and Development Board                                      | UNCTAD:s styrelse                                                           |
| TED         | Translation and Editorial Division                               | FN:s översättnings- och redigeringsavdelning                                |
| TOGA        | Tropical Ocean and Global Atmosphere Programme                   | WMO:s program för tropiska hav och global atmosfär                          |
| TOKTEN      | Transfer of Knowledge through Expatriate Nationals               | UNDP:s program för kunskapsöverföring genom utvandrare                      |
| TREAS       | Treasury Division                                                | UNDP:s finansavdelning                                                      |
| TRIPS       | WTO/UNCTAD Trade-Related Aspects of Intellectuel Property Rights | Handelsrelaterade aspekter av den inteellektuella äganderätten (WTO/UNCTAD) |
| TSD         | Technology Services Division                                     | UNDP:s avdelning för tekniktjänster                                         |
| TT          | Travel and Transport Service                                     | FN:s rese- och transporttjänst                                              |

## U
| Förkortning | Förkortning för:                                                                                                  | Svenskt namn |
| ----------- | --- | --- |
| UMP         | Urban Management Programme                                                                                        | HABITAT:s handlingsprogram för städer                                                                                     |
| UN          | United Nations | Förenta Nationerna (FN)                                                                                                   |
| UN/CEFACT   | United Nations Centre for the Facilitation of Procedures and Practices for Administration, Commerce and Transport | FN:s center för underlättande av tillvägagångssätt och praxis vid administration, handel och transport                    |
| UNA         | United Nations Association                                                                                        | FN-förbundet |
| UNAFRI      | United Nations African Institute for the Prevention of Crime and the Treatment of Offenders                       | FN:s afrikainstitut för brottsbekämpning och kriminalvård                                                                 |
| UNAIDS      | Joint United Nations Programme on HIV/AIDS                                                                        | FN:s aids-program |
| UNAIDS/PCB  | Programme Coordination Board                                                                                      | UNAIDS:s styrelse för programkoordinering                                                                                 |
| UNAMA       | United Nations Assistance Mission to Afghanistan                                                                  | FN:s stöduppdrag i Afghanistan                                                                                            |
| UNAMIC      | United Nations Advance Mission in Cambodia                                                                        | FN:s förberedande styrka i Kambodja                                                                                       |
| UNAMIR      | United Nations Assistance Mission for Rwanda                                                                      | FN:s stödstyrka i Rwanda                                                                                                  |
| UNAMSIL     | United Nations Mission in Sierra Leone                                                                            | FN:s fredsbevarande styrka i Sierra Leone                                                                                 |
| UNARDOL     | United Nations Assistance for the Reconstruction and Development of Lebanon                                       | FN:s bistånd till Libanons återuppbyggnad och utveckling                                                                  |
| UNASOG      | United Nations Aouzou Strip Observer Group                                                                        | FN:s observatörsgrupp på Aouzouremsan                                                                                     |
| UNAT        | United Nations Administrative Tribunal                                                                            | FN:s förvaltningsdomstol                                                                                                  |
| UNAVEM      | United Nations Angola Verification Mission                                                                        | FN:s kontrollstyrka i Angola                                                                                              |
| UNBISnet    | United Nations Bibliographic Information System                                                                   | FN:s bibliografiska informationssystem                                                                                    |
| UNCA        | United Nations Correspondents Association                                                                         | FN:s sammanslutning för korrespondenter                                                                                   |
| UNCAC       | United Nations Convention against Corruption                                                                      | FN:s konvention mot korruption                                                                                            |
| UNCC        | United Nations Compensation Commission                                                                            | FN:s skadeståndskommission i Irak                                                                                         |
| UNCCD       | United Nations Convention to Combat Desertification                                                               | FN:s konvention om bekämpning av ökenspridning                                                                            |
| UNCCP       | United Nations Conciliation Commission for Palestine                                                              | FN:s medlingskommission för Palestina                                                                                     |
| UNCDF       | United Nations Capital Development Fund                                                                           | FN:s fond för utveckling av kapital                                                                                       |
| UNCED       | United Nations Conference on Environment and Development                                                          | FN:s konferens om miljö och utveckling (Rio-konferensen)                                                                  |
| UNCIP       | United Nations Commission for India and Pakistan                                                                  | FN:s kommission för Indien och Pakistan                                                                                   |
| UNCITRAL    | United Nations Commission on International Trade Law                                                              | FN:s kommission för internationell handelsrätt                                                                            |
| UNCIVPOL    | United Nations Civilian Police                                                                                    | FN:s civilpolis |
| UNCJIN      | United Nations Crime and Justice Information Network                                                              | FN:s nätverk för information om brott och straffrätt                                                                      |
| UNCLOS      | United Nations Convention on the Law of the Sea                                                                   | Förenta nationernas havsrättskonvention                                                                                   |
| UNCOPUOS    | United Nations Committee on the Peaceful Uses of Outer Space                                                      | FN:s rymdkommitté |
| UNCPCJP     | United Nations Crime Prevention and Criminal Justice Programme                                                    | FN:s program för brottsförebyggande och straffrätt                                                                        |
| UNCRD       | United Nations Centre for Regional Development                                                                    | FN:s center för regional utveckling                                                                                       |
| UNCRO       | United Nations Confidence Restoration Operation in Croatia                                                        | FN:s förtroendeskapande styrka i Kroatien                                                                                 |
| UNCSAT      | United Nations Conference on Science and Technology                                                               | FN:s konferens om vetenskap och teknologi                                                                                 |
| UNCSTD      | United Nations Conference on Science and Technology for Development                                               | FN:s konferens om vetenskap och teknologi för utveckling                                                                  |
| UNCSW       | United Nations Commission on the Status of Women                                                                  | FN:s kvinnokommission |
| UNCT        | United Nations Country Team                                                                                       | FN:s fältarbetare |
| UNCTAD      | United Nations Conference on Trade and Development                                                                | FN:s konferens om handel och utveckling                                                                                   |
| UNCTAD X    | Tenth Session of the United Nations Conference on Trade and Development                                           | FN:s tionde konferens om handel och utveckling                                                                            |
| UNCUEA      | United Nations Centre for Urgent Environmental Assistance                                                         | FN:s center för brådskande miljöhjälp                                                                                     |
| UNCURK      | United Nations Commission for the Unification and Rehabilitation of Korea                                         | FN:s kommission för Koreas enande och återuppbyggnad                                                                      |
| UNDAF       | United Nations Development Assistance Framework                                                                   | FN:s ramverk för utvecklingssamarbete                                                                                     |
| UNDAW       | United Nations Division for the Advancement of Women                                                              | FN:s avdelning för jämställdhet                                                                                           |
| UNDC        | United Nations Disarmament Commission                                                                             | FN:s nedrustningskommission                                                                                               |
| UNDCP       | United Nations International Drug Control Programme                                                               | FN:s narkotikakontrollprogram                                                                                             |
| UNDG        | United Nations Development Group                                                                                  | FN:s administrativa kontor för koordinering på fältnivå                                                                   |
| UNDHL       | United Nations Dag Hammarskjölds Library                                                                          | Dag Hammarskjöldsbiblioteket                                                                                              |
| UNDMT       | United Nations Disaster Management Team                                                                           | FN:s katastrofhanteringsteam                                                                                              |
| UNDOC       | United Nations Documents Index                                                                                    | FN:s dokumentförteckning                                                                                                  |
| UNDOF       | United Nations Disengagement Observer Force                                                                       | FN:s övervakningsstyrka för truppåtskillnad mellan Israel och Syrien                                                      |
| UNDP        | United Nations Development Programme                                                                              | FN:s utvecklingsprogram                                                                                                   |
| UNDP/GEMS   | UNDP Global Environment Monitoring System                                                                         | UNDP:s globala system för miljöövervakning                                                                                |
| UNEF        | United Nations Emergency Force                                                                                    | FN:s beredskapsstyrka |
| UNEP        | United Nations Environment Programme                                                                              | FN:s miljöprogram |
| UNEP/ROA    | UNEP:s Regional Office for Africa                                                                                 | UNEP:s regionala kontor för Afrika                                                                                        |
| UNEP-IE     | United Nations Environment Programme Industry and Environment Centre                                              | UNDP:s industri- och miljöcenter                                                                                          |
| Unesco      | United Nations Educational, Scientific and Cultural Organization                                                  | FN:s organisation för samarbete inom utbildning, vetenskap, kultur, och kommunikation/media                               |
| Unesco/IHP  | International Hydrological Programme                                                                              | Unescos internationella hydrologiprogram                                                                                  |
| Unesco/IOC  | Intergovernmental Oceanographic Commission                                                                        | Unescos mellanstatliga oceanografiska kommission                                                                          |
| Unesco/IPDC | International Programme for the Development of Communications                                                     | Unescos internationella program för utveckling av kommunikation                                                           |
| Unesco/WDCD | Intergovernmental Committee for the World Decade for Cultural Development                                         | Unescos mellanstatliga kommitté för världsdecenniet för kulturell utveckling                                              |
| UNFALD      | United Nations Field Administration and Logistics Division                                                        | FN:s administration och logistik i fält                                                                                   |
| UNFCCC      | United Nations Framework Convention on Climate Change                                                             | FN:s ramkonvention om klimatförändring                                                                                    |
| UNFICYP     | United Nations Force in Cyprus                                                                                    | FN:s styrka på Cypern |
| UNFIP       | United Nations Fund for International Partnerships                                                                | Fond som administrerar donationer till FN:s verksamhet                                                                    |
| UNFPA       | United Nations Population Fund                                                                                    | FN:s befolkningsfond |
| UNFSTD      | United Nations Fund for Science and Technology for Development                                                    | FN:s fond för utveckling inom vetenskap och teknologi                                                                     |
| UNGASS      | Special Session of the General Assembly                                                                           | Generalförsamlingens särskilda möte                                                                                       |
| UNGCI       | United Nations Guards Contingent in Iraq                                                                          | FN:s styrka i norra Irak                                                                                                  |
| UNGEGN      | United Nations Group of Experts on Geographical Names                                                             | FN:s expertgrupp beträffande geografiska namn                                                                             |
| UNGIWG      | United Nations Geographic Information Working Group                                                               | FN:s arbetsgrupp för geografisk information                                                                               |
| UNGOMAP     | United Nations Good Offices Mission in Afghanistan and Pakistan                                                   | FN:s förmedlingsuppdrag i Afghanistan och Pakistan                                                                        |
| UNHCHR      | United Nations High Commissioner for Human Rights                                                                 | FN:s högkommissarie för mänskliga rättigheter                                                                             |
| UNHCR       | United Nations High Commissioner for Refugees                                                                     | FN:s flyktingkommissarie                                                                                                  |
| UNHQ        | United Nations Headquarter                                                                                        | FN:s högkvarter |
| UNHSP       | United Nations Human Settlements Programme                                                                        | FN:s program för boende- och bebyggelsefrågor                                                                             |
| UNIC        | United Nations Information Centre                                                                                 | FN:s informationskontor                                                                                                   |
| UNICC       | United Nations International Computer Centre                                                                      | FN:s internationella datacenter                                                                                           |
| UNICEF      | United Nations Children’s Fund                                                                                    | FN:s barnfond |
| UNICPO      | United Nations Open-ended Informal Consultative Process on Ocean Affairs                                          | FN:s opartiska inofficiella konsultationer om havsärenden                                                                 |
| UNICRI      | United Nations Interregional Crime and Justice Research Institute                                                 | FN:s institut för interregional juridisk forskning                                                                        |
| UNIDIR      | United Nations Institute for Disarmament Research                                                                 | FN:s institut för nedrustningsforskning                                                                                   |
| UNIDO       | United Nations Industrial Development Organization                                                                | FN:s organisation för industriell utveckling                                                                              |
| UNIFEM      | United Nations Development Fund for Women                                                                         | FN:s utvecklingsfond för kvinnor                                                                                          |
| UNIFIL      | United Nations Interim Force in Lebanon                                                                           | FN:s fredsbevarande styrka i Libanon                                                                                      |
| UNIIMOG     | United Nations Iran-Iraq Military Observer Group                                                                  | FN:s militära observatörsgrupp i Iran-Irak                                                                                |
| UNIKOM      | United Nations Iraq-Kuwait Observation Mission                                                                    | FN:s observatörsstyrka i Irak-Kuwait                                                                                      |
| UNIPOM      | United Nations India-Pakistan Observation Mission                                                                 | FN:s observatörsstyrka i Indien-Pakistan                                                                                  |
| UNIPTF      | United Nations International Police Task Force                                                                    | FN:s internationella polisstyrka                                                                                          |
| UNIS        | United Nations International School                                                                               | FN:s internationella skola                                                                                                |
| UNIS        | United Nations Information Service                                                                                | FN:s informationstjänst                                                                                                   |
| UNISPACE    | United Nations Conference on the Exploration and Peaceful Uses of Outer Space                                     | FN:s konferens om utforskning och fredlig användning av rymden                                                            |
| UNISPAL     | United Nations Information System on the Question of Palestine                                                    | FN:s informationssystem om Palestinafrågan                                                                                |
| UNISTE      | United Nations International Symposium on Trade Efficiency                                                        | FN:s internationella symposium om effektivitet inom handel                                                                |
| UNITAR      | United Nations Institute for Training and Research                                                                | FN:s utbildnings- och forskningsinstitut                                                                                  |
| UNITeS      | United Nations Information Technology Corps of Volunteers                                                         | FN-volontärer som hjälper människor i utvecklingsländer att använda internet och informationsteknologi i utvecklingssyfte |
| UNJSPB      | United Nations Joint Staff Pension Board                                                                          | Styrelsen för FN-anställdas pensionsfond                                                                                  |
| UNJSPF      | United Nations Joint Staff Pension Fund                                                                           | FN-anställdas pensionsfond                                                                                                |
| UNL         | Universal Networking Language                                                                                     | FN:s gemensamma språkkod för översättningsprogram                                                                         |
| UNLB        | United Nations Logistic Base                                                                                      | FN:s militära bas för planläggning och utförande av transporter och underhåll i Brisindi                                  |
| UNLTC       | United Nations Military Liaison Team in Cambodia                                                                  | FN:s militära samband i Kambodja                                                                                          |
| UNMA        | United Nations Mission in Angola                                                                                  | FN:s fredsbevarande styrka i Angola                                                                                       |
| UNMACC      | United Nations Mine Action Coordination Centre                                                                    | FN:s centrer för koordinering av minhantering                                                                             |
| UNMAS       | United Nations Mine Action Service                                                                                | FN:s minröjningsenhet |
| UNMEE       | United Nations Mission in Ethiopia and Eritrea                                                                    | FN:s fredsbevarande styrka i Etiopien och Eritrea                                                                         |
| UNMIBH      | United Nations Mission in Bosnia and Herzegovina                                                                  | FN:s fredsbevarande styrka i Bosnien-Hecegovina                                                                           |
| UNMIH       | United Nations Mission in Haiti                                                                                   | FN:s observatörsstyrka i Haiti                                                                                            |
| UNMIK       | United Nations Interim Administration Mission in Kosovo                                                           | FN:s övergångsadministration i Kosovo                                                                                     |
| UNMISET     | United Nations Mission of Support in East Timor                                                                   | FN:s stödoperation i Östtimor                                                                                             |
| UNMO        | United Nations Military Observers                                                                                 | FN:s militära observatörer                                                                                                |
| UNMOGIP     | United Nations Military Observer Group in India and Pakistan                                                      | FN:s militära observatörsgrupp i Indien och Pakistan                                                                      |
| UNMOP       | United Nations Mission of Observers in Prevlaka                                                                   | FN:s observatörsgrupp i Prevlaka                                                                                          |
| UNMOT       | United Nations Mission of Observers in Tajikistan                                                                 | FN:s observatörsstyrka i Tadzjikistan                                                                                     |
| UNMOVIC     | United Nations Monitoring, Verification and Inspection Commission                                                 | FN:s kommission för övervakning, kontroll och inspektion i Irak                                                           |
| UN-NADAF    | United Nations New Agenda for the Development of Africa in the 1990s                                              | FN:s nya dagordning för Afrikas utveckling på 1990-talet                                                                  |
| UNOB        | United Nations Office in Burundi                                                                                  | FN:s kontor i Burundi |
| UNOCHA      | United Nations Office for the Coordination of Humanitarian Affairs                                                | FN:s fond för koordinering av humanitärt bistånd till Afghanistan                                                         |
| UNOG        | United Nations Office at Geneva                                                                                   | FN:s kontor i Genève |
| UNOGBIS     | United Nations Peace-Building Support Office in Guinea-Bissau                                                     | FN:s kontor för fredsskapande arbete i Guinea-Bissau                                                                      |
| UNOGIL      | United Nations Observation Group in Lebanon                                                                       | FN:s observationsgrupp i Libanon                                                                                          |
| UNOHCI      | United Nations Office of the Humanitarian Coordinator for Iraq                                                    | FN:s kontor för hjälp till Irak                                                                                           |
| UNOL        | United Nations Peace-Building Support Office in Liberia                                                           | FN:s kontor för fredsskapande arbete i Liberia                                                                            |
| UNOMA       | United Nations Observer Mission in Angola                                                                         | FN:s observatörsstyrka i Angola                                                                                           |
| UNOMIG      | United Nations Observer Mission in Georgia                                                                        | FN:s observatörsstyrka i Georgien                                                                                         |
| UNOMIL      | United Nations Observer Mission in Liberia                                                                        | FN:s observatörsstyrka i Liberia                                                                                          |
| UNOMSA      | United Nations Observer Mission in South Africa                                                                   | FN:s observatörsstyrka i Sydafrika                                                                                        |
| UNOMSIL     | United Nations Observer Mission in Sierra Leone                                                                   | FN:s observatörsstyrka i Sierra Leone                                                                                     |
| UNOMUR      | United Nations Observer Mission Uganda-Rwanda                                                                     | FN:s observatörsstyrka i Uganda-Rwanda                                                                                    |
| UNON        | United Nations Office at Nairobi                                                                                  | FN:s kontor i Nairobi |
| UNOPS       | United Nations Office for Project Services                                                                        | FN:s kontor för projekttjänster                                                                                           |
| UNOSOM      | United Nations Operation in Somalia                                                                               | FN:s operation i Somalia                                                                                                  |
| UNOV        | United Nations Office at Vienna                                                                                   | FN:s kontor i Wien |
| UNOVER      | United Nations Observer Mission to Verify the Referendum in Eritrea                                               | FN:s valobservatörer för folkomröstningen i Eritrea                                                                       |
| UNPA        | United Nations Postal Administration                                                                              | FN:s postadministration                                                                                                   |
| UNPA        | United Nations Protected Area                                                                                     | Område under FN:s beskydd                                                                                                 |
| UNPD        | United Nations Population Division                                                                                | FN:s befolkningsavdelning                                                                                                 |
| UNPD        | United Nations Procurement Division                                                                               | FN:s inköpsavdelning |
| UNPF        | United Nations Peace-Force                                                                                        | FN:s skyddsstyrka |
| UNPF-HQ     | United Nations Peace-Force Headquarters                                                                           | FN-styrkornas högkvarter                                                                                                  |
| UNPOB       | United Nations Political Office in Bougainville                                                                   | FN:s politiska kontor i Bougainville                                                                                      |
| UNPOS       | United Nations Political Office for Somalia                                                                       | FN:s politiska kontor i Somalia                                                                                           |
| UNPREDEP    | United Nations Preventive Deployment Force                                                                        | FN:s övervakningsstyrka i Makedonien                                                                                      |
| UNPROFOR    | United Nations Protection Force                                                                                   | FN:s fredsbevarande operation i f.d. Jugoslavien                                                                          |
| UNPAAERD    | United Nations Programme of Action for African Economic Recovery and Development                                  | FN:s handlingsprogram för ekonomisk återhämtning och utveckling i Afrika                                                  |
| UNRCPDA     | United Nations Regional Centre for Peace and Disarmament in Africa                                                | FN:s regionala center för fred och nedrustning i Afrika                                                                   |
| UNREO       | United Nations Rwanda Emergency Office                                                                            | FN:s kriskontor i Rwanda                                                                                                  |
| UNRFNRE     | United Nations Revolving Fund for Natural Resources Exploration                                                   | FN:s fond för utforskning av naturresurser                                                                                |
| UNRISD      | United Nations Research Institute for Social Development                                                          | FN:s forskningsinstitut för social utveckling                                                                             |
| UNROAP      | United Nations Regional Office for Asia and the Pacific                                                           | FN:s regionala kontor för Asien och Stillahavsområdet                                                                     |
| UNROD       | United Nations Relief Operation in Dacca                                                                          | FN:s biståndsoperation i Dacca                                                                                            |
| UNRRA       | United Nations Relief and Rehabilitation Agency                                                                   | FN:s bistånd- och återuppbyggnadsorgan (UNHCR:s föregångare)                                                              |
| UNRWA       | United Nations Relief and Works Agency for Palestine Refugees in the Near East                                    | FN:s hjälporganisation för Palestinaflyktingar                                                                            |
| UNSC        | United Nations Staff College                                                                                      | FN-personalens utbildningsinstitut                                                                                        |
| UNSC        | United Nations Security Council                                                                                   | FN:s säkerhetsråd |
| UNSCEAR     | United Nations Scientific Committee on the Effects of Atomic Radiation                                            | FN:s vetenskapliga kommitté för atomstrålningens verkningar                                                               |
| UNSCO       | Office of the United Nations Special Coordinator for the Middle East                                              | Kontoret för FN:s särskilde koordinator för Mellanöstern                                                                  |
| UNSCOM      | United Nations Special Commission for the Elimination of Iraq’s Weapons of Mass Destruction                       | FN:s särskilda kommission för avveckling av Iraks massförstörelsevapen                                                    |
| UNSD        | United Nations Statistic Division                                                                                 | FN:s statistikavdelning                                                                                                   |
| UNSECOORD   | Office of the United Nations Security Coordinator                                                                 | Kontoret för FN:s säkerhetskoordinator                                                                                    |
| UNSF        | United Nations Security Force in West New Guinea                                                                  | FN:s säkerhetsstyrka i västra Nya Guinea                                                                                  |
| UNSIA       | United Nations System-wide Special Initiative on Africa                                                           | FN:s omfattande särskilda initiativ för Afrika                                                                            |
| UNSMA       | United Nations Special Mission to Afghanistan                                                                     | FN:s särskilda operation i Afghanistan                                                                                    |
| UNSMIH      | United Nations Support Mission in Haiti                                                                           | FN:s stödstyrka i Haiti                                                                                                   |
| UNSO        | United Nations Sudano-Sahelian Office                                                                             | FN:s kontor i Sudan-Sahelområdet                                                                                          |
| UNSSOD      | United Nations General Assembly’s Special Session on Disarmament                                                  | Generalförsamlingens särskilda möte om nedrustning                                                                        |
| UNTAC       | United Nations Transitional Authority in Cambodia                                                                 | FN:s övergångsadministration i Kambodja                                                                                   |
| UNTACDA     | United Nations Transport and Communications Decade in Africa                                                      | FN:s transport- och kommunikationsdecennium i Afrika                                                                      |
| UNTAES      | United Nations Transitional Administration for Eastern Slavonia, Baranja and Western Sirmium                      | FN:s övergångsadministration för östra Slavonien, Baranja och västra Srijem                                               |
| UNTAET      | United Nations Transitional Administration in East Timor                                                          | FN:s övergångsregering i Östtimor                                                                                         |
| UNTAG       | United Nations Transition Assistance Group                                                                        | FN:s grupp för övergångsassistans i Namibia                                                                               |
| UNTEA       | United Nations Temporary Executive Authority                                                                      | FN:s temporära verkställande myndighet                                                                                    |
| UNTOP       | United Nations Tajikistan Office for Peace-Building                                                               | FN:s kontor för fredsskapande arbete i Tajikistan                                                                         |
| UNTMIH      | United Nations Transitional Mission in Haiti                                                                      | FN:s övergångsstyrka i Haiti                                                                                              |
| UNTPDC      | United NationsTrade Point Development Centre                                                                      | FN:s utvecklingscenter för handelsfrågor                                                                                  |
| UNTSO       | United Nations Truce Supervision Organization                                                                     | FN:s organisation för övervakning av vapenstillestånd i Mellanöstern                                                      |
| UNU         | United Nations University                                                                                         | FN-universitetet |
| UNU/BIOLAC  | United Nations University Programme for Biotechnology in Latin America and the Caribbean                          | FN-universitetets program för bioteknologi i Latinamerika och Karibien                                                    |
| UNU/IAS     | United Nations University/ Institute of Advanced Studies                                                          | FN-universitetets institut för högre studier                                                                              |
| UNU/ILA     | United Nations University Leadership Centre Academy                                                               | FN-universitetets ledarskapsakademi                                                                                       |
| UNU/INRA    | United Nations University Institute for Natural Resources in Africa                                               | FN-universitetets institut för naturtillgångar i Afrika                                                                   |
| UNU/INTECH  | United Nations University Institute for New Technologies                                                          | FN-universitetets institut för ny teknologi                                                                               |
| UNU/INWEH   | United Nations University/ International Network on Water, Environment and Health                                 | FN-universitetets internationella nätverk för vatten, miljö och hälsa                                                     |
| UNU/WIDER   | United Nations University World Institute for Development Economic Research                                       | FN-universitetets institut för forskning om utvecklingsekonomi                                                            |
| UNV         | United Nations Volunteers                                                                                         | FN:s volontärprogram |
| UNVFVT      | United Nations Voluntary Fund for Victims of Torture                                                              | FN:s frivilligfond för tortyroffer                                                                                        |
| UNYOM       | United Nations Yemen Observation Mission                                                                          | FN:s observatörsstyrka i Jemen                                                                                            |
| UNZAP       | United Nations Zambia Assistance Programme                                                                        | FN:s program för bistånd till Zambia                                                                                      |
| UPU         | Universal Postal Union                                                                                            | Världspostunionen |
| USG         | Under-Secretary-General                                                                                           | FN:s undergeneralsekreterare                                                                                              |

## V
| Förkortning | Förkortning för:                             | Svenskt namn                                                         |
| ----------- | -------------------------------------------- | -------------------------------------------------------------------- |
| VEEP        | Village Employment and Environment Programme | UNDP:s program för främjande av sysselsättning och miljö i landsbyar |

## W
| Förkortning | Förkortning för:                                                             | Svenskt namn                                                           |
| ----------- | ---------------------------------------------------------------------------- | ---------------------------------------------------------------------- |
| WAASE       | Division for Western Asia, Arab States and Europe                            | UNOPS avdelning för västra Asien, arabstaterna och Europa              |
| WBG         | World Bank Group                                                             | Världsbankgruppen                                                      |
| WCC         | World Climate Conference                                                     | WMO:s världsklimatkonferens                                            |
| WCDMP       | World Climate Data and Monitoring Programme                                  |                                                                        |
| WCEFA       | World Conference on Education For All                                        | Unescos världskonferens om utbildning åt alla                          |
| WCP         | World Climate Programme                                                      | WMO:s världsklimatetprogram                                            |
| WCRP        | World Climate Research Programme                                             | WMO:s program för forskning om världsklimatet                          |
| WFC         | World Food Council                                                           | Världsrådet för livsmedel                                              |
| WFP         | World Food Programme                                                         | Världslivsmedelsprogrammet                                             |
| WFUNA       | World Federation of UN Associations                                          | FN-förbundens världsfederation                                         |
| WGEID       | United Nations Working Group on Enforced or Involuntary Disappearances       | FN:s arbetsgrupp för påtvingat eller ofrivilligt försvinnande          |
| WHA         | World Health Assembly                                                        | Världshälsoförsamlingen                                                |
| WHD         | World Habitat Day                                                            | Världsdagen för bosättnings- och bebyggelsemiljöer                     |
| WHO         | World Health Organization                                                    | Världshälsoorganisationen                                              |
| WHO/AFRO    | WHO Regional Office for Africa                                               | WHO:s regionala kontor för Afrika                                      |
| WHO/EMRO    | WHO Regional Office for the Eastern Mediterranean                            | WHO:s regionala kontor för östra medelhavsområdet                      |
| WHO/EURO    | WHO Regional Office for Europe                                               | WHO:s regionala kontor för Europa                                      |
| WHO/SEARO   | WHO Regional Office for South-East Asia Region                               | WHO:s regionala kontor för Sydöstasien                                 |
| WHO/SIGHT   | WHO Summary Information on Global Health Trends                              | WHO:s sammanfattade information om globala hälsotrender                |
| WHYCOS      | World Hydrological Cycle Observing System                                    | WMO:s system för observation av jordens hydrologiska cykel             |
| WIDER       | United Nations University World Institute for Development Economics Research | FN-universitetets världsinstitut för forskning om utvecklingsekonomier |
| WIPO        | World Intellectual Property Organization                                     | Världsorganisationen för den intellektuella äganderätten               |
| WMO         | World Meteorological Organization                                            | Meteorologiska världsorganisationen                                    |
| WMU         | World Maritime University                                                    | Världssjöfartsuniversitetet                                            |
| WHO/WPRO    | WHO Western Pacific Regional Office                                          | WHO:s regionala kontor för västra Stilla havsområdet                   |
| WRC         | World Radiocommunication Conference                                          | ITU:s världskonferens om radiokommunikation                            |
| WTO         | World Trade Organization                                                     | Världshandelsorganisationen                                            |
| WTO         | World Tourism Organization                                                   | Världsturismorganisationen                                             |
| WTO/TCPC    | Technical Committee for Programme and Coordination                           | WTO:s tekniska kommitté för program och koordinering                   |
| WTO/TPRB    | Trade Policy Review Body                                                     | WTO:s organ för granskning av handelspolitik                           |
| WWC         | World Water Conference                                                       | Världsbankens konferens om världens vatten                             |
| WWW         | World Weather Watch                                                          | WMO:s bevakning av vädret i världen                                    |